# Dialetto astigiano
L'astigiano (astësan) è un dialetto piemontese orientale o basso piemontese, parlato ad Asti e provincia.
Nella Langa astigiana (Roccaverano, Bubbio) viene invece parlato il dialetto langarolo mentre lungo la direttrice per Alessandria si parla una variante dell'alessandrino.
L'astigiano, come del resto le altre varietà piemontesi, nell'ultimo secolo è andato italianizzandosi: in particolare si nota la sostituzione di alcuni vocaboli, come ad esempio: zìo, zìa (zio, zia) al posto di barba o magna. Tuttavia non vanno confusi tali fenomeni con la presenza di tipi lessicali diversi dal modello torinese e piuttosto orientati verso modelli lombardi o liguri.

## Influenze esterne nei borghi della città
In alcuni studi comparsi negli sessanta e settanta del XX secolo, ad opera di Socco, Poggi e Borello, emerse che il dialetto astigiano, all'interno della città presentava ancora un'ulteriore suddivisione nei quartieri a seconda della sistemazione geografica di questi in rapporto con il circondario della città.
Il quartiere senz'altro più conservativo era quello del Borgo Tanaro, collocato nella zona meridionale della città: esso manteneva ancora molti vocaboli monferrini come il bocin (vitello), eva (acqua), lacé (mungere), sufranìn (fiammifero).
Un'altra zona caratteristica era quella della Torretta, nei pressi di corso Torino a Nord-Ovest con influenze simili alla parlata di San Damiano e Baldichieri d'Asti e qualche contaminazione torinese: per esempio polé (pollaio) al posto del più arcaico giuch.
Nella zona meridionale, nel Borgo San Rocco, le influenze dialettali erano simili ai vicini paesi di Isola d'Asti, Montegrosso d'Asti e Revigliasco ed il borgo formava anche un nucleo compatto con il dialetto di Asti centro.
Una considerazione a parte meritava infine il Borgo San Pietro, posizionato nella zona est della città: la parlata presentava già molti vocaboli innovatori e molte italianizzazioni.
Negli ultimi decenni, il dialetto astigiano, come per quasi tutti gli altri dialetti piemontesi è ormai scarsamente utilizzato, rimpiazzato dall'italiano.
Si osserva ancora un certo utilizzo del dialetto dalla popolazione dei paesi della provincia.

## Scrittori e poeti
Giovan Giorgio Alione (Asti, ca. 1460-1470 – Asti, 1529) è stato uno dei più arguti e giocondi poeti rinascimentali del Piemonte. Le sue opere più importanti, le Farse, sono state scritte in dialetto astigiano.
Vittorio Alfieri (Asti, 16 gennaio 1749 – Firenze, 8 ottobre 1803), non dimenticò mai le sue origini, con quel «misto di ferocia e generosità, che non si potrà mai capire da chi non ha esperienza dei costumi e del sangue piemontese». Scrisse due sonetti (gli unici) in lingua piemontese datati aprile e giugno 1783.
Angelo Brofferio (Castelnuovo Calcea, 6 dicembre 1802 – Locarno, 25 maggio 1866) fortemente legato alla cultura piemontese, scrisse moltissime canzoni in dialetto, soprattutto legate al concetto di Patria Italiana e di indipendenza dallo straniero; alcune di esse furono interpretate da Gipo Farassino nell'album Guarda che bianca lun-a, del 1974.
Carlo Artuffo più conosciuto come "Tumà" merita una menzione speciale.
Carlo Artuffo nacque ad Asti nel 1885, da una famiglia di modesta condizione sociale. Iniziò giovanissimo ad esibirsi nella sua città natale, e contemporaneamente intraprese la carriera di pittore. Per la sua carriera di attore, fu decisivo l'incontro con Mario Casaleggio, con cui riscosse un grande successo esibendosi al Teatro Rossini di via Po. Nello stesso teatro, iniziò ad esibirsi anche la figlia Nina.
Il suo repertorio era occupato in gran parte dalla commedia in lingua piemontese, ma questo non gli impedì di comparire in alcuni film a cavallo degli anni trenta e quaranta.
Morì a Trofarello nel 1958. Nel 1988, in occasione dei 30 anni dalla morte, il comune gli dedicò una via.

## Proverbi
Cosachison coj d'Ast, largh ed boca strèit ed man.
Cosa sono quelli di Asti, larghi di bocca e stretti di mano (chiacchieroni ma avari).
Coj 'd San Damian i tiro la pera e scondon la man.
Quelli di San Damiano tirano la pietra e nascondono la mano.
Fa 'd pat ciàir e parla pòch
Fa' i patti chiari e parla poco.
Mostrè ai gat a rampignè
Insegnare ai gatti come arrampicarsi.
I l’han mangiaje fin-a le braje.
Gli hanno portato via anche i pantaloni.
Chi a pissa ciàir o s’anfotne dij médich.
Chi piscia chiaro se ne frega dei medici.
A l'ha sempi freid ai pè.
Ha sempre freddo ai piedi.

## Musica
Il gruppo musicale dei Farinei d'la brigna, nato nel 1986, canta anche in dialetto astigiano. Il loro pezzo più famoso è rimasto certamente "La mè Panda a perd i tòch" (La mia Panda perde i pezzi), parodia della canzone "La mia banda suona il rock" di Fossati.
È anche da citare la canzone di Paolo Conte Sijmadicandhapajiee, che vuol dire "siamo dei cani da pagliaio". La frase è in realtà sima di can da pajé, ma Paolo Conte ha voluto scriverla con questa grafia alternativa per farla assomigliare ad una parola azteca.

## Toponimi
| Nome italiano      | Nome in astigiano | Nome in koiné    |
| ------------------ | ----------------- | ---------------- |
| Asti               | Ast               | Ast              |
| Nizza Monferrato   | Nissa             | Nissa            |
| Canelli            | Canej             | Canej            |
| Casorzo            | Casörs            | Casors           |
| Costigliole d'Asti | Costiòli          | Costiòle         |
| Incisa Scapaccino  | Ansisa            | Ansisa           |
| Villanova d'Asti   | Vilaneuva         | Vilaneuva        |
| Cocconato          | Cocnà             | Coconà           |
| Portacomaro        | Portacomè         | Portacomé        |
| Cinaglio           |                   | Sinaj            |
| Villafranca d'Asti | Vilafranca        | Vilafranca       |
| Maretto            | Maret             | Marej            |
| Roatto             | Ruat              | Ruat             |
| Monale             | Monà              | Monal            |
| San Damiano d'Asti | San Damian        | San Damian       |
| Penango            | Pnangh            | Pnangh           |
| Cortandone         | Cortandon         | Cortandon        |
| Montafia           | Montafìa          | Montafìa         |
| Montemagno         | Montmagn          | Montmagn         |
| Castelnuovo Belbo  | Castaunov Berb    | Castelneuv Belb  |
| Castelnuovo Calcea | Castaunov Brisò   | Castelneuv Brusà |